# 阮朝英
阮朝英（1912年—1983年），屏東縣林邊鄉竹林村人，臺灣內科醫師，為高雄市苓雅區阮綜合醫院的創辦人。

## 生平

### 早期生活
阮朝英世出於屏東林邊阮家，為當地望族，祖父阮廷芳為清代秀才，父親阮達天曾任職阿緱廳林仔邊區區長、林邊庄第一至第四屆庄協議會員。阮朝英與妻子王綉絨婚後於岳父鼓勵下赴日習醫並就讀於東京昭和醫學專門學校，妻子同樣赴日攻讀藥劑科。戰後阮朝英偕妻小返臺，1946年於妻子娘家高雄苓雅寮菜市場邊開設「阮內兒科診所」執業行醫，為當時當地唯二的醫療診所。

### 成立醫院

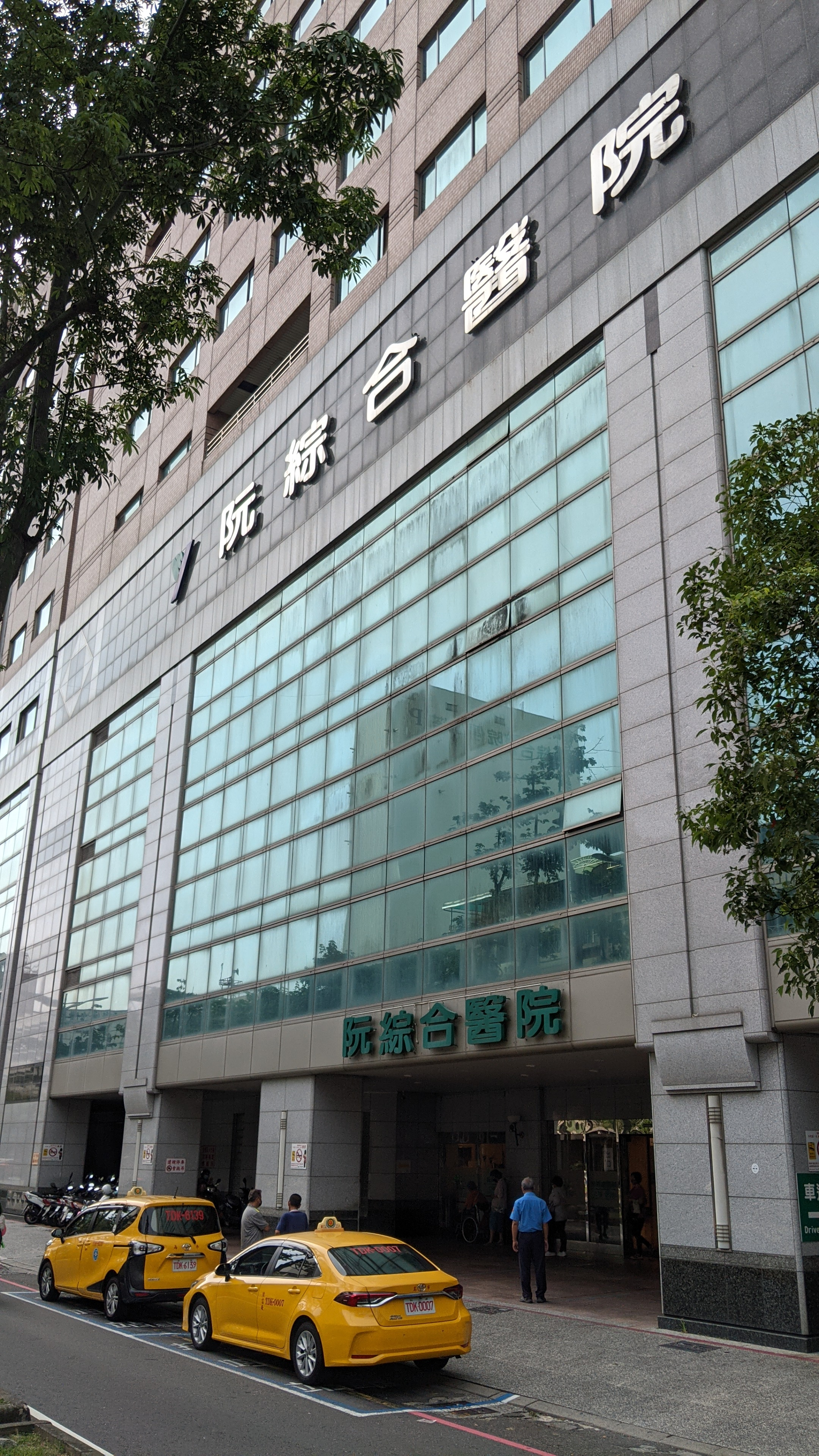
高雄市苓雅區阮綜合醫院

1970年11月，阮朝英行醫20餘年後擴充醫療版圖，於診所旁占地120坪面積的土地興建醫療大樓成立「阮內科外科醫院」並逐年增設病床、引入包括內視鏡、電腦斷層掃描與電視遙控X光機等新型儀器及新式手術技術，1979年正式將醫院命名為「阮綜合醫院」。

### 晚年
1972年，阮朝英罹患腎臟病，將醫院交由畢業於高雄醫學院的次子阮仲垠經營，期間完成了醫院第二、三期大樓的擴建工程。1983年，阮朝英病逝，享壽71歲。

## 家庭
阮朝英與妻子阮王綉絨育有4子2女，長子阮仲鏗從事開發建設工程、次子阮仲垠與三子阮仲洲習醫並相繼繼任為阮綜合醫院院長、四子阮仲炯專精土木工程，四人各自持有阮綜合醫院25％股份，醫院旗下有「阮綜合社團法人」、「豐疇控股公司」以及「阮健康事業公司」三大事業體。2006年阮仲垠因心肌梗塞病故後由遺孀吳惠萍繼任董事並不介入醫院經營，另由三弟阮仲洲繼任院長、長兄阮仲鏗及四弟阮仲炯擔任副院長。2019年5月底社員大會董監事改選當天，阮仲炯夫人阮蘇貞遭黑衣人毆成重傷；8月1日，阮仲洲未經董事會同意無預警公告解除阮仲炯的行政副院長及姪女阮馨嬅的管理部主任職務，引發家族經營權之爭。 

## 外部連結
- 阮綜合醫院官網 （页面存档备份，存于）